# Malou Prytz
Malou Trasthe Prytz (Ryd, 6 de marzo de 2003) es una cantante sueca. Prytz participó en el Melodifestivalen 2019 con la canción "I Do Me", cantando en la segunda semifinal, y clasificándose directamente para la final. En ela, acabó en última posición de los 12 participantes. En 2020, repitió participación en el mismo festival, con la canción Ballerina. En esta ocasión, fue ubicada en la primera semifinal, consiguiendo el pase a la repesca (Andra Chansen).
Reside en la localidad de Ryd, en la región de Småland, Suecia.

## Discografía

### Extended plays
| Título | Detalles |
| ------ | --- |
| Enter  | - Fecha de publicación: 28 de junio de 2019 - Compañía: Warner Music Sweden - Formato: digital download, streaming |

### Sencillos
| "I Do Me"                         | 2019 | 10 | Enter |
| "Left & Right"                    | 2019 | —  | Enter |
| "Ballerina"                       | 2020 | 40 |       |
| "—" indica que no entró en lista. |      |    |       |